# Philipp Mattheis
Philipp Mattheis (* 1979 in München) ist ein deutscher Journalist und Autor. Er berichtete als Korrespondent für deutsche Medien aus China und der Türkei.

## Leben
Mattheis stammt aus Forstinning. Nach dem Abitur studierte er von 2001 bis 2005 an der Hochschule für Philosophie in München. Dort erwarb er einen Magister Artium. Anschließend absolvierte er in den Jahren 2006/2007 die Deutsche Journalistenschule in München.
Mattheis begann seine Laufbahn als Redakteur beim Jugendmagazin der Süddeutschen Zeitung. 2012 wechselte er zur Wirtschaftswoche, zunächst als Korrespondent für China und später als Korrespondent für die Türkei und den Nahen Osten. Von 2019 bis 2021 arbeitete er für den Stern als Korrespondent für Ostasien. Er ist Mitglied des Weltreporter-Netzwerks.

## Wirken
Neben seiner journalistischen Arbeit war Mattheis auch publizistisch tätig. 2011 erschien sein Debütroman „In Dingenskirchen: Geschichten vom Arsch der Welt“, der viele autobiografische Züge aufweist. 2012 folgte „Irgendwann passiert alles von allein“ über die Folgen des Ausflugs einer Jugendgruppe.
2012 erschien ein Reisebericht über den „Banana Pancake Trail“, der sich an Mattheis eigenen Erfahrungen als Backpacker durch Südostasien und Mittelamerika orientiert. 2018 gab er mit seinem Co-Autor Milosz Matuschek in „Kryptopia“ einen Einblick in die Welt der Kryptowährungen. Der Selbstversuch als Krypto-Investor ist im Stil eines Tagebuchs verfasst.
Größere Aufmerksamkeit erreichte Mattheis im Jahr 2022 mit „Ein Volk verschwindet“ über Verfolgung und Umerziehung der Uiguren in China. Der Autor zeigt darin das Dilemma der Politik im Umgang mit der Volksrepublik auf. Das Werk erschien auch als Sonderausgabe der Bundeszentrale für politische Bildung. „Die dreckige Seidenstraße“ (2023) thematisiert die Auswirkungen der Investitionen Chinas in Asien und Afrika im Rahmen der Initiative Neue Seidenstraße.

## Werke
- In Dingenskirchen: Geschichten vom Arsch der Welt. Rowohlt, Reinbek 2011, ISBN 978-3-499-62764-4.
- Irgendwann passiert alles von allein. dtv, München 2011, ISBN 978-3-423-24887-7.
- Banana Pancake Trail: Unterwegs auf dem vollsten Trampelpfad der Welt. Rowohlt, Reinbek 2012, ISBN 978-3-499-62771-2.
- mit Milosz Matuschek: Kryptopia. Nicolai, Berlin 2018, ISBN 978-3-96476-517-8.
- Ein Volk verschwindet: Wie wir China beim Völkermord an den Uiguren zuschauen. Ch. Links, Berlin 2022, ISBN 978-3-86284-504-0.
- Die dreckige Seidenstraße: Wie Chinas Wirtschaftspolitik weltweit Staaten und Demokratien untergräbt. Goldmann, München 2023, ISBN 978-3-442-31715-8.